# Bernardino Bautista Monterde
Bernardino Bautista Monterde (?, 4 de desembre de 1880 - Madrid, 5 d'abril de 1959) fou un compositor espanyol especialitzat en música escènica: sainets i sarsueles.

## Obres
Es conserven obres seves al fons musical SEO (Fons de l'Església Parroquial de Sant Esteve d'Olot).
Obres referenciades al Diccionario de la Música Española e Hispanoamericana:
Sainets i sarsueles: Albejón pa' los borregos; Carmen de Granada; Carnaval en el país de los cuentos; Chingolo o Alma argentina; Cielo, mar y tierra; De Zaragoza a la Corte o La venta de los amores; Del Sacro Monte; Divinas musas; El ángel custodio; El artículo cuarto; El bautizo del nene; El Chavea; El huertecillo; El secreto de los faraones; El triunfo del Momo; El último beso; El último tenorio; En la cruz de Mayo; Entre barracas; Flor de España; Heredero forzoso; La cruz del matrimonio; La encerrona; La escuela de los fenómenos; La niña de las perlas; La tarjeta postal; Las aventuras de Colón; Las Chalas; Los bailes de zarzuela; Luces de Microtalia; ¡Mi bandera!; No te cases que peligras; Pasarse de guapo; Pastorcillos a Belén; Playerías; Princesa pico largo; Quítese usted la camisa; Sangre virgen; Venta de los amores.
Banda: La virgen de la Macarena (paso).
Cançons per a veu i piano: Carmela Cruz; En Cuchilleros; Macarenas; No lo dejes luego; Yo no te he llamado.